# Yohannès Ier d'Éthiopie
Pour les articles homonymes, voir Yohannès.

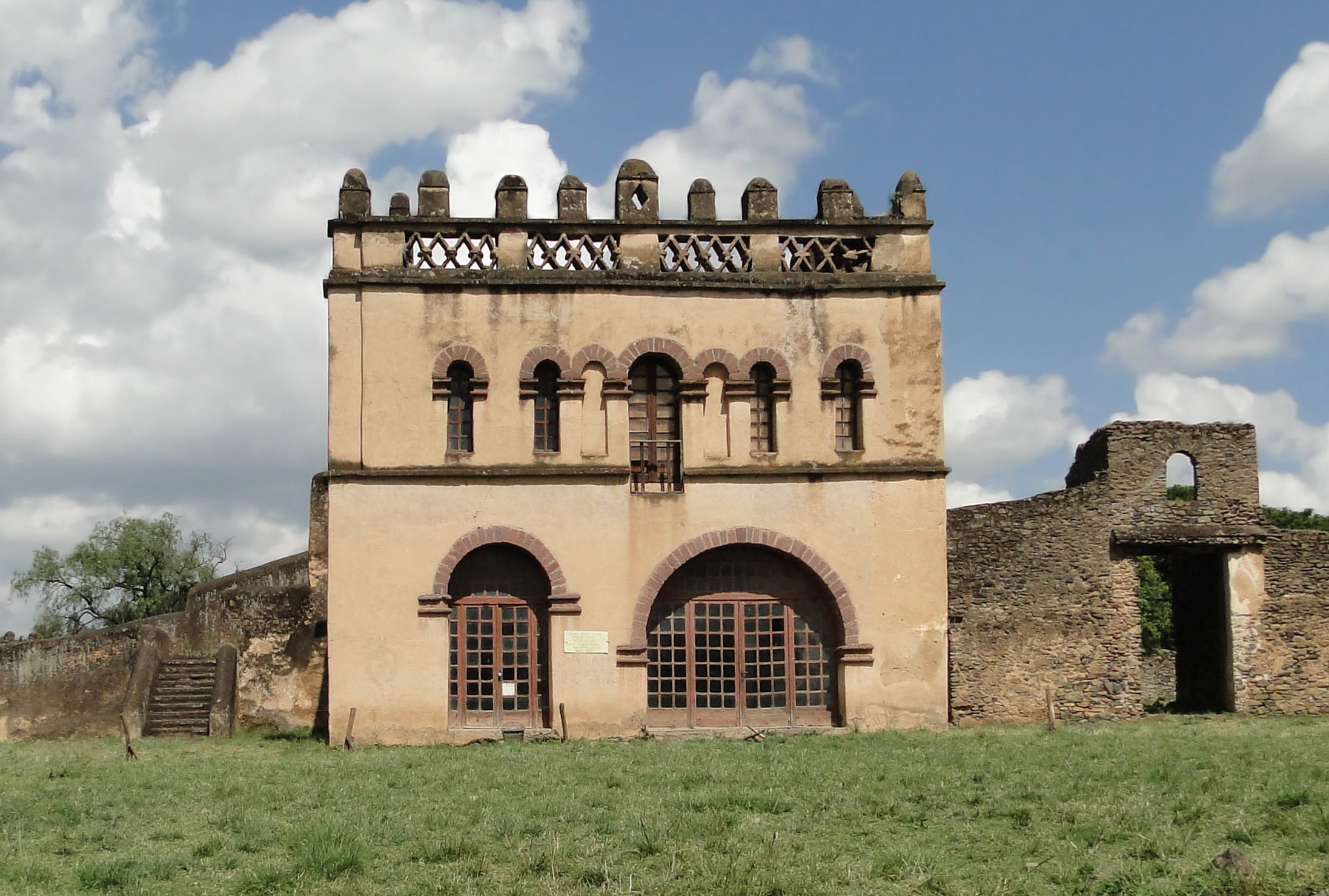
Bibliothèque de Yohannes 1er dans le Fasil Ghebbi à Gondar

Yohannès, dit le Juste, fut Négus d’Éthiopie sous le nom d'Alaf Sagad de 1667 à 1682.
Le règne de Yohannès est marqué par des expéditions surtout dirigées contre les Agew (Agao) du sud du lac Tana (dont on détruit « les temples et les idoles ») et contre le Lasta.
Yohannès tient à Gondar un synode qui prend des mesures contre les catholiques descendants des Portugais : ceux qui ne veulent pas abjurer sont expulsés vers la frontière du Sennar, où on les laisse se perdre dans le désert. Il est interdit aux musulmans de s’établir à Gondar, comme c’était déjà le cas pour les Arméniens, les Indiens et les Parsis. Ils fondent plus bas un nouvel établissement.
Yohannès fait construire à Gondar le pavillon de la Chancellerie, la Bibliothèque et l’église de Saint-Antoine (Abba Antonios). Sous son règne se développent les discussions théologiques, notamment à Yébaba, au sud du lac Tana. Un évêque d’Arménie apporte de son pays une relique du moine Ewostatewos.
Son fils Iyasou le Grand lui succède en 1682.

## Sources
- Paul B. Henze Histoire de l'Éthiopie, l'œuvre du temps Traduction de Robert Wiren. Éditeur : Moulin du Pont Paris (2004)  (ISBN 2845865376).
- Hubert Jules Deschamps, (sous la direction). Histoire générale de l'Afrique noire de Madagascar et de ses archipels Tome I : Des origines à 1800. p. 412-413 P.U.F Paris (1970) ;
- Manfred Kropp. « Petite histoire de Yohannès Ier "Retrouvée dans un autre pays" ». Dans: Annales d'Éthiopie. Volume 15, année 1990. p. 85-109.